# Сибайская соборная мечеть
Сибайская соборная мечеть «Ат-Таква» (баш. Сибай йәмиғ мәсете Ат-Тәҡүә) — соборная мечеть башкирского города Сибай, главная мечеть города. Подчиняется муфтияту Башкортостана.

## История
Мечеть была построена в 1996 году на частные пожертвования. Мечеть построена из красного кирпича, двухэтажная с одним минаретом. В 2006 году получила название Ат-Таква, что с арабского означает — богобоязненность.

## Мечеть сегодня
При мечети действуют курсы по изучению ислама для взрослых и детей, летний лагерь и библиотека. В мечети проводится собрания мухтасибата, отмечаются исламские праздники.
Имамом мечети является Агляметдин Адигамович Газизов.
Рядом с мечетью также расположено медресе имени Абу Ханифы, которое в настоящее время не работает.